# WR 104
WR 104는 8000광년 떨어진 울프-레이에별이다.
WR 104의 자전축은 지구와 16도 이내에서 일직선을 이루고 있으며, 이로 인해 WR 104가 초신성 폭발을 일으켰을 때 지구에 영향을 미칠 수도 있다. 초신성 폭발 시 자전축에서 제트가 뿜어져 나오기 때문이다. 그러나 후속 연구로 인해 30~40도(최대 45도)로 GRB경로에서 비켜나 있을 가능성이 크며, 따라서 폭발에도 안전할 것으로 여겨지고 있다.
1. ↑  Tuthill, Peter G.; John D. Monnier, Nicholas Lawrance, William C. Danchi, Stan P. Owocki, Kenneth G. Gayley (2008년 3월 1일). “The Prototype Colliding-Wind Pinwheel WR 104”. 《미국 천체물리학회지》 675: 698쪽 ~ 710. doi:10.1086/527286. 2009년 8월 19일에 확인함. [깨진 링크(과거 내용 찾기)]
2. ↑  “WR 104 Won't Kill Us After All - Universe Today”. 《Universe Today》 (미국 영어). 2009년 1월 7일. 2017년 8월 16일에 확인함.

이때 WR 104가 감마선 폭발을 일으킬 수도 있으며, 이것을 정확히 예보하는 것은 현재 수준으로 불가능하다.

## 같이 보기
- 피터 터트힐